# Luperosaurus brooksii
Espèce
Synonymes
- Gekko brooksi Boulenger, 1920

Luperosaurus brooksii est une espèce de geckos de la famille des Gekkonidae.

## Répartition
Cette espèce est endémique de Sumatra en Indonésie.

## Étymologie
Cette espèce est nommée en l'honneur de Cecil Joslin Brooks (1875–1953).

## Publication originale
- Boulenger, 1920 : Description of a new gecko and a new snake from Sumatra. Annals and Magazine of Natural History, ser. 9, vol. 5, p. 281-283 (texte intégral).